# Кулаково Ближнее
Кулаково Ближнее — опустевшая деревня в Селижаровском муниципальном округе Тверской области.

## География
Находится в западной части Тверской области на расстоянии приблизительно 1 км на север по прямой от административного центра округа поселка Селижарово.

## История
Деревня была показана ещё на карте 1825 года. В 1859 году здесь (деревня Осташковского уезда Тверской губернии) было учтено 4 двора, в 1939 — 10. До 2017 года входила в состав Ларионовского сельского поселения, с 2017 по 2020 год в составе Селижаровского сельского поселения Селижаровского района до их упразднения.

## Население
Численность населения: 30 человек (1859 год), 4 (русские 100 %) 2002 году, 0 в 2010.